# 缅甸鼬獾
缅甸鼬獾（学名：Melogale personata）为鼬科鼬獾属的动物。分布于越南、印度、缅甸、尼泊尔以及中国大陆的广东等地，多见于栖息于针混交林缘和河谷灌丛中的砾石地带以及以石缝和树洞为巢。该物种的模式产地在缅甸仰光附近。

## 保护
本种于2023年被收录入《有重要生态、科学、社会价值的陆生野生动物名录》。